# Chandlers Lagoon
Die Chandlers Lagoon ist eine Lagune in der Region Marlborough auf der Südinsel von Neuseeland. Sie ist Teil eines Gewässersystems, das aus mehreren Lagunen besteht und diese zusammengefasst in älterer Literatur als Vernon Lagoons bezeichnet werden.

## Geographie
Die Chandlers Lagoon befindet sich rund 7,6 km ostsüdöstlich von Blenheim, dem Verwaltungssitz des Marlborough District. Die Lagune ist die südwestlichste des Lagunen-Systems, das neben der Chandlers Lagoon auch aus den Lagunen Big Lagoon, Upper Lagoon und der Waikārapi Lagoon besteht. Alle zusammen haben über das Te Aropipi genannte Gewässer, das einem Flussarm gleicht, Zugang zum Mündungsgebiet des Ōpaoa River in den Wairau River und dessen Mündung in die Te Koko-o-Kupe / Cloudy Bay und damit zur Cook Strait, die die Südinsel von Neuseeland von der Nordinsel trennt.
Die Chandlers Lagoon selbst besitzt eine ungefähre Größe von 69 Hektar und erstreckt sich über eine Länge von 1,43 km in Ost-West-Richtung und einer maximalen Breite von rund 680 m in Nord-Süd-Richtung. Nördlich grenzt die Lagune an die Upper Lagoon an und östlich an die weit verzweigte und rund 2,1 km lange, von verschiedenen Gewässern durchzogene Halbinsel, die auch ein Feuchtgebiet beinhaltet. Dahinter befindet sich die Big Lagoon. Im Süden und Westen ist an den Uferrändern der Lagune teilweise Feuchtgebiet zu finden.
Die Lagune steht begrenzt unter dem Einfluss der Gezeiten.